# Mack Pinnacle
 (juillet 2023).
Le Mack Pinnacle est une série de camions lourds produits par Mack Trucks.

## Historique et description
Lancé en 2006, le Pinnacle est le successeur du Mack Vision. Cette gamme de produits est vendue en Amérique du Nord aux États-Unis et au Canada et en Amérique latine au Venezuela et au Pérou. Le Pinnacle est commercialisé sous le nom de Mack Vision Elite . 
Commercialisé principalement comme tracteur routier, le Pinnacle est vendu dans une configuration à cabine reculée ; la version à cabine avancée a été remplacée aux États-Unis et au Canada par le Mack Anthem). Le Pinnacle est assemblé dans les installations de Lehigh Valley Operations à Macungie, en Pennsylvanie.